# Heaven Shall Burn
Heaven Shall Burn — немецкая группа, играющая в стиле мелодик дэт-метал, металкор и дэткор. Они сочетают агрессивную музыку с лирикой, в которой поддерживают идеи антирасизма и антифашизма. Также выступают за защиту прав животных. Все участники группы являются веганами или вегетарианцами.

## История
Heaven Shall Burn была основана осенью 1996 под именем Consense, первая демозапись была записана примерно через шесть месяцев. После нескольких незначительных смен Эрик (бас) и Маркус (вокал) присоединились к группе весной 1997 — и вторая демозапись вышла через небольшой промежуток времени. Группа взяла себе новое имя Heaven Shall Burn. В интервью группа заявила: «Не то чтобы мы были большими поклонниками Marduk, нам просто понравилось название. Звучит немного провокационно и поэтому люди просят нас снова и снова интерпретировать это название. Интерпретация была такой: С самого начала мы использовали „небо“ как метафору для какого-то фальшивого рая, который люди создают в своих головах. Некоторые люди закрывают глаза и не видят истину, окружающую их. И поэтому это поддельное небо должно сгореть. Некоторые люди могут подумать, что наше имя антирелигиозное заявление, но это не так». Когда комплектование состава было закончено, группа начала играть на концертах, включая несколько больших фестивалей в их родной Германии.
В 1998 группа выпустила MCD, озаглавленный In Battle There Is No Law, за которым последовал сплит-LP с Fall of Serenity в 1999. После этих релизов группа подписала контракт с Lifeforce Records для записи дебютного альбома Asunder в 2000 году. За ним последовал сплит-CD с их давними друзьями Caliban (2000), а в 2002 году был выпущен альбом Whatever It May Take. Также в 2002 году In Battle There Is No Law был переиздан на Circulation Records.
В 2004 году, подписав контракт с Century Media Records, группа выпустила Antigone в котором было больше мелодичности благодаря скандинавскому стилю игры двух гитар. Альбом продюсировал Patrick W. Engel, инженером по звуку был Ralf Müller на студии Rape of Harmony Studios в Германии, микширование и мастеринг были произведены Tue Madsen на студии Antfarm Studio в Дании. В альбоме также присутствовали интро и аутро, автором которых был исландский композитор Оулавюр Арнальдс. В первоначальной европейской поставке Antigone присутствовал как ограниченное издание со специальной упаковкой и двумя бонусными каверами: «Dislocation» от Disembodied и «Not My God» от Hate Squad.
В декабре 2005 гитарист Patrick Schleitzer покинул группу. Его место занял Alexander Dietz, который уже отметился в творчестве группы, записывая на некоторых треках HSB свой вокал.
В 2006 группа выпустила Deaf to Our Prayers также через Century Media Records. Этот диск был записан и смикширован продюсером Jacob Hansen (Mercenary, Raunchy). Группа продвигала альбом, выступая в Европе с As I Lay Dying и Eighteen Visions в рамках тура Hell on Earth. Heaven Shall Burn также выступала на Wacken Open Air Festival.
В 2007 году группа посетила Москву с концертом и отыграла программу, состоящую как из их хитов, так и из песен с Deaf to Our Prayers.
21 мая 2010 года группа выпустила альбом Invictus.
В 2011 году группа вновь выступила на Wacken Open Air Festival.
Их альбом под названием Veto был выпущен 19 апреля 2013 года в Германии, 22 апреля в Европе, и 30 апреля в США и Канаде.
Альбом Wanderer вышел 19 сентября 2016 года.

## Состав группы
| Текущие участники - Маркус Бишоф — вокал (с 1996) - Майк Вайхерт — гитара (с 1996) - Александр Дитц — гитара (с 2005) - Эрик Бишоф — бас-гитара (с 1996) - Кристиан Басс — ударные (с 2013) | Бывшие участники - Патрик Шляйтцер — гитара (1998—2005) - Матиас Войт — ударные (1996—2013) Сессионные музыканты - Дэниел Вилдинг — ударные |

Временная шкала

## Дискография

### Студийные альбомы
- 2000 — Asunder
- 2002 — Whatever It May Take
- 2004 — Antigone
- 2006 — Deaf to Our Prayers
- 2008 — Iconoclast (Part 1: The Final Resistance)
- 2010 — Invictus (Iconoclast III)
- 2013 — Veto
- 2016 — Wanderer
- 2020 — Of Truth And Sacrifice

### EP
- 1998 — In Battle There Is No Law

### Сборники
- 2002 — In Battle… (There Is No Law)
- 2007 — Voces Del Underground
- 2008 — A Century Of Classics (Century Media compilation)

### DVD
- 2009 — Bildersturm — Iconoclast II (The Visual Resistance) — contains live material from Summer Breeze 2008 and a live performance in Vienna during September 2008

### Другие
- 1999 — Heaven Shall Burn / Fall of Serenity — split with Fall of Serenity
- 2001 — The Split Program — split with Caliban
- 2005 — Tsunami Benefit CD-Single — split
- 2005 — The Split Program II — split with Caliban

### Видеоклипы
- 2005: «The Weapon They Fear»
- 2006: «Counterweight»
- 2008: «Endzeit»
- 2009: «Black Tears (Edge Of Sanity cover)»
- 2010: «Combat»
- 2013: «Hunters Will Be Hunted» (с участием Denise Rombouts)
- 2013: «Auge um Auge (Dritte Wahl cover)» (c участием Милле Петроццы)
- 2016: «Passage of the Crane»
- 2017: «Corium»
- 2020: «Protector/Weakness Leaving My Heart»
- 2020: «My Heart and The Ocean»
- 2020: «Eradicate»
- 2020: «Übermacht»